# Полисемия
Полисемия, или още многозначност, е способност на думата да бъде носител едновременно на няколко различни смислови значения или покрай основното да има и допълнителни такива.
Примери за полисемантични думи (полисеми):
- „земя“, в смисъла на пръст, почва („Семената бяха заровени в земята“), на имот („В наследство той получи много земя“), на суша („Капитанът видя земя на хоризонта“), на планетата Земя („Луната е спътник на Земята“), на свят („Какви хора имало по земята!“)
- „нос“, в смисъла на анатомичен орган, на географско понятие и на част от кораб.

При полисемията една дума може да има много значения, но между тях съществуват връзки и те се намират в известно отношение с основното съдържание на думата. Точно в тези връзки се крие и тънката разлика между полисемия и омонимия. При полисемията думите имат общ корен и произход и са семантично свързани, докато при омонимията имат различни корени и етимология.
В речниците и енциклопедиите лексикографите поставят полисемантичните думи в рамките на една статия, докато на омонимите посвещават различни статии.